# Belfort-du-Quercy
Belfort-du-Quercy är en kommun i departementet Lot i regionen Occitanien i södra Frankrike. Kommunen ligger i kantonen Lalbenque som tillhör arrondissementet Cahors. År 2022 hade Belfort-du-Quercy 508 invånare.

## Befolkningsutveckling
Antalet invånare i kommunen Belfort-du-Quercy
| Referens: INSEE |